# Hylorchilus sumichrasti
El cucarachero picofino o chivirín de Sumichrast (Hylorchilus sumichrasti) es una especie de ave paseriforme de la familia Troglodytidae endémica de México. Sus hábitats naturales son las plantaciones y los bosques húmedos. Está amenazado por la pérdida de su hábitat.
Su nombre hace honor al naturalista mexicano Francis Sumichrast.